# Psychotria capillacea
Psychotria capillacea är en måreväxtart som först beskrevs av Johannes Müller Argoviensis, och fick sitt nu gällande namn av Paul Carpenter Standley. Psychotria capillacea ingår i släktet Psychotria och familjen måreväxter. Inga underarter finns listade i Catalogue of Life.